# Mokre (powiat bialski)
Mokre – wieś w Polsce położona w województwie lubelskim, w powiecie bialskim, w gminie Rossosz. 
W latach 1975–1998 miejscowość należała administracyjnie do województwa bialskopodlaskiego.
Miejscowość podzielona jest na 2 sołectwa: Mokre I i Mokre II. Według Narodowego Spisu Powszechnego z roku 2011 wieś liczyła 304 mieszkańców i była czwartą co do wielkości miejscowością gminy.
| SIMC    | Nazwa      | Rodzaj    |
| ------- | ---------- | --------- |
| 0018626 | Chominna   | część wsi |
| 1023730 | Góra       | część wsi |
| 1023760 | Języczkowe | część wsi |
| 1023782 | Kamień     | część wsi |
| 0018632 | Sowinne    | część wsi |
| 0018649 | Zamoście   | kolonia   |

Wierni Kościoła rzymskokatolickiego należą do parafii św. Stanisława w Rossoszu.